# یژورووسکیه (شهرستان گیژتسکو)
یژورووسکیه (به لاتین: Jeziorowskie) یک روستا در لهستان است که در گمینا کروکلانکی واقع شده‌است. یژورووسکیه ۱۹۰ نفر جمعیت دارد.